# 热钱
热钱（Hot Money），也称流资或游资（Refugee Capital），是指寻求短期回报的流动资金。获利抽逃是“热钱”的本质属性，这些资金流动速度极快，一旦投资者（通常是机构投资者）寻求到短线投资机会，热钱就会涌入，而投资者一旦获得预期盈利或者发现投资机会已经过去，这些资本又会迅速流走。

## 形成背景
热钱的形成是由于金融市场的全球化和国际性投资基金快速扩张等原因。很多资金充裕的国家的基金除了做中长线投资外，还保留部分流动资金寻找短期投资的机会，以寻求高回报率。再加上全球信息技术的发展，一旦有了好的投资机会，全球的投资者都会发现，蜂拥而入，大量的流动资本就会进入当地市场。这些资本有时可到百亿元，会对当地市场的汇率、利率产生很大影响。

## 基本特征
- 高收益性与风险性
- 高信息化与敏感性
- 高流动性与短期性
- 投资的高虚拟性与投机性[5]